# John Field
John Field (Dublin, 1782. – Moskva, 23. siječnja 1837.) – irski skladatelj, pijanist i učitelj
Rođen je u glazbenoj obitelji pa ga je otac počeo učiti svirati glasovir. Kasnije se školovao u Londonu kod poznatog pijanista Muzija Clementija. Ostvario je karijeru pijanista proputovavši Europom. Napokon se skrasio u Sankt-Peterburgu, gdje je bio cijenjen kao pijanist i vrstan učitelj.
Napisao je velik broj klasičnih djela, od kojih se ističu nokturna, kojih je napisao 16. Njegovi nokturni, nadahnuli su Frederica Chopina, da napiše 21 nokturno za glasovir. John Field je utjecao na razvoj glazbe romantizma. Njegova glazba bila je nadahnuće velikom broju skladatelja kao što su: Felix Mendelssohn, Robert Schumann, Franz Liszt i Edvard Grieg.
Preminuo je u Moskvi 1837. godine od upale pluća.